# قائمة الأماكن المقدسة عند الشيعة

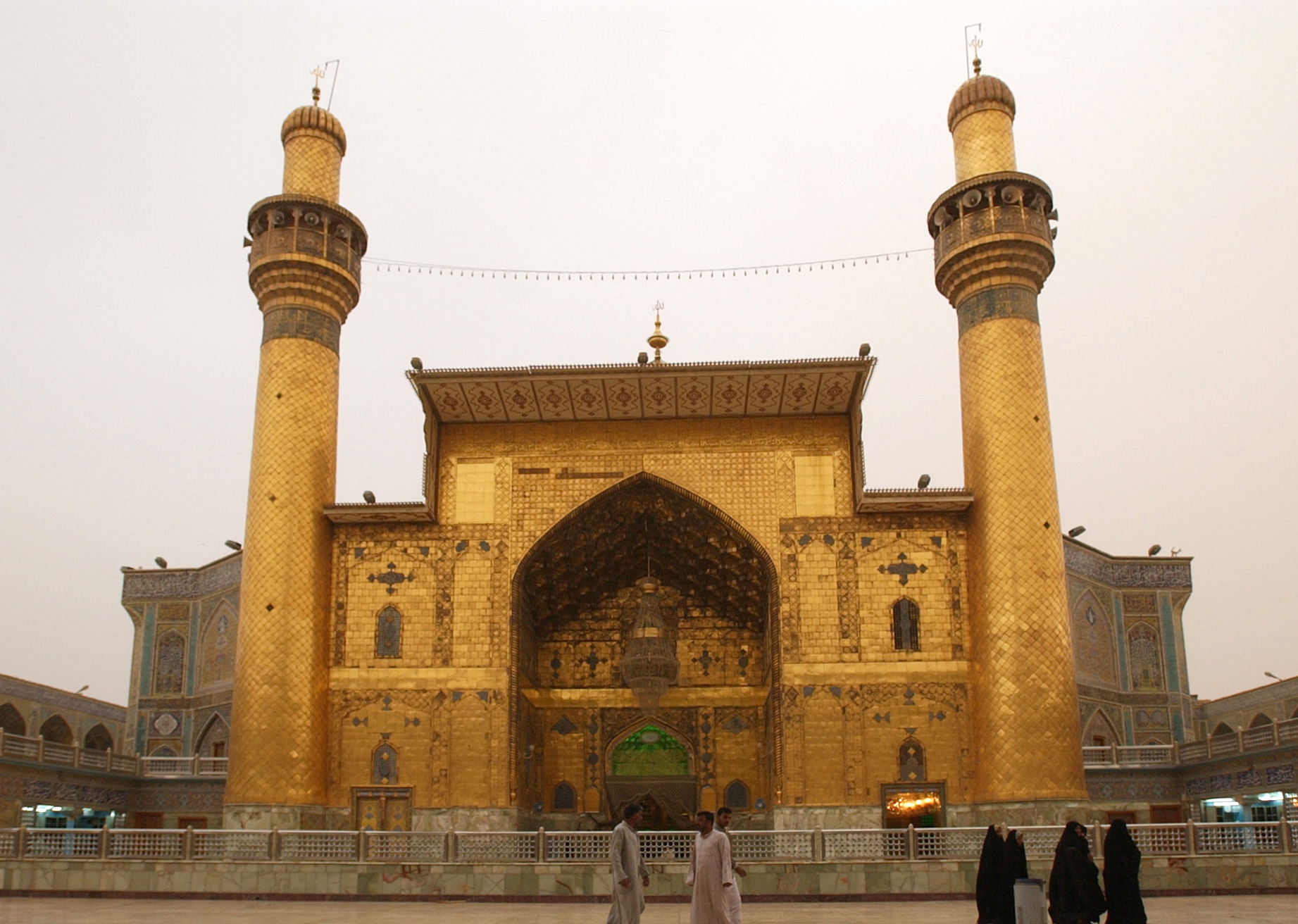
مرقد الإمام علي، يعتبر من الأماكن المقدسة والطاهرة

أماكن مقدسة للشيعة هي التي يعتبرها المسلمون الشيعة مكانا قد قدسه الله كأضرحة أئمة الشيعة إضافة إلى الأماكن المقدسة المعروفة عند عامة المسلمين كالبيت الحرام والمسجد النبوي والمسجد الأقصى.

## السعودية
- مكة المكرمة
  - المسجد الحرام، أحد المساجد الثلاثة المذكورة في حديث النبي محمد.
    - الكعبة

  - مقبرة المعلاة أو مقبرة بني هاشم، ودفن فيها كبار الشخصيات الدينية.[4]
  - غار حراء
  - جبل أبي قبيس
    - دفن فيه آدم.
    - مسجد إبراهيم.[5]

  - دار النبي محمد، اليوم تسمى مكتبة مكة المكرمة.
- المدينة المنورة
  - المسجد النبوي: أحد المساجد الثلاثة.
  - البقيع أو جنة البقيع: مدفن العديد من الأئمة.
  - جبل أحد
  - مسجد قباء: أول مسجد بُني في التاريخ.
  - مسجد القبلتين
  - مسجد بني حرام أو مسجد الخدر
  - دار وبئر السيدة فاطمة بنت الحسين.
  - أرض فدك الزهراء.
- جدة
  - مقبرة أمنا حواء
- الطائف
  - مسجد عبد الله بن عباس
    - قبر عبد الله بن عباس.
- العوامية
  - مشربة أم إبراهيم.
    - مقام ولادة مارية القبطية لإبراهيم.
    - قبر حميدة زوجة جعفر الصادق ووالدة موسى الكاظم.[6]
    - قبر نجمة زوجة موسى الكاظم ووالدة علي الرضا.[7]
- ينبوع النخل
  - قبر الحسن المثنى.
- منطقة سرف
  - قبر ميمونة بنت الحارث زوجة رسول الله.[8]
- قرية عريض
  - قبر علي العريضي بن جعفر الصادق.
- الأبواء
  - قبر آمنة بنت وهب.[9]
- دار النغبة
  - قبر عبد الله بن عبد المطلب.

## فلسطين
- القدس
  - المسجد الأقصى: أحد المساجد الثلاثة.[10]
- الخليل
  - المسجد الإبراهيمي
- غزة
  - مسجد السيد هاشم.

## العراق
- كربلاء[11]
  - حرم الإمام الحسين.[12][13][14]
  - حرم أبي الفضل العباس.[15][16]
- النجف[17]
  - حرم الإمام علي.[18][19][20]
  - مسجد السهلة.[21][22][23]
  - مسجد الحنانة.[24][25]
- سامراء
  - مرقد الإمامين العسكريين.[26][27]
  - ضريح محمد بن الإمام الهادي سبع الدجيل.[28][29]
- الكاظمية
  - العتبة الكاظمية.[30][31][32]
  - جامع الآصفية.[33][34]
- الكوفة المقدسة[35]
  - مسجد الكوفة المعظم.[36][37]
  - دار الإمام علي.[38][39][40][41]
  - ضريح ومقام زيد بن علي.[42][43][44]
  - مرقد كميل بن زياد.[45][46][47][48]
  - مرقد ميثم التمار.[49][50]
  - مرقد خديجة بنت علي.[51][52][53][54][55][56]
- بابل
  - مرقد الإمام القاسم.[57]
- الحلة
  - مرقد السيدة شريفة.[58][59][60]
- كركوك
  - قلعة كركوك
    - جامع النبي دانيال.[61]
- المدائن
  - مرقد سلمان الفارسي.[62][63][64][65]
- الموصل
  - جامع النبي يونس.[66]
  - مرقد النبي جرجيس.[67][68]
- ميسان
  - مرقد نبي الله عزيز.[69]
- المسيب
  - مرقد محمد الأصغر وإبراهيم أولاد مسلم.[70][71][72][73][74]

## إيران
- مشهد
  - حرم الإمام الرضا.[75][76][77]
- قم
  - حرم السيدة فاطمة.[78][79][80]
- الري
  - مرقد السيد عبد العظيم الحسني.[81][82][83]
  - مرقد بي بي شهربانو.[84][85]
- شيراز
  - ضريح شاه جراغ
- طهران
  - ضريح إمام زاده صالح
  - مقبرة بهشت زهرا
- تبريز
  - ضريح إمام زاده سيد حمزة
- مشهد اردهال
  - ضريح السلطان علي
- كاشمر
  - مرقد مرتضى الكاظم
  - مرقد حمزة الكاظم
  - ضريح حسن المدرس
- قزوين
  - مرقد حسین بن علي الرضا
- بروجرد
  - مرقد جعفر بن موسى الكاظم
- شوش
  - مرقد النبي دانيال.[86][87][88][89][90]

## سوريا
- راوية
  - حرم السيدة زينب.[91][92][93][94][95]
- دمشق
  - حرم السيدة رقية.[96][97][98]
  - مقبرة الباب الصغير، دفن فيها الكثير من الشخصيات الدينية.[99][100]
  - ضريح النبي هابيل.
- حلب
  - مشهد الحسين في مدينة حلب أو مسجد النقطة.
  - قبر ومقام ومشهد المحسن بن الحسين.
- داريا
  - قبر ومقام السيدة سكينة بنت علي بن أبي طالب.[101]
- الرقة
  - قبر ومرقد ومقام عمار بن ياسر وأويس القرني في مدينة الرقة.
- عدراء
  - قبر ومقام حجر بن عدي في مرج عدرا قرب دمشق.
- المزة
  - مرقد دحية بن خليفة الكلبي الصحابي.[102]

## لبنان

### بعلبك

#### حرم السيدة خولة
حرم السيدة خولة، هو ضريح يقع في بعلبك، اشتهر عند الناس بأن المدفونة هي خولة بنت الحسين وبحسب بعض الروايات أن خولة كانت تبلغ من العمر ثلاث سنوات أو ستّ سنين وكانت من ضمن سبايا كربلاء، مما جعل قواها تخور، وتسقط عن ظهر الجمل، في بعلبك، وما لبثت أن فارقت الحياة في اليوم التالي، فقام علي السجاد بدفنها في بستان على مشارف المدينة، وغرس إلى جانبها غصناً من شجرة «سرو»، ليعرف قبرها فيما بعد. وفي رواية شعبية أن خولة ليست طفلة، بل سقط بل إنّها سُقْطٌ ألقتها زوجة الحسين بن علي عندما مر موكب السبايا لبعلبك. هي ولا ذكر لخولة في المصادر التاريخية، ويرجّح بعض الباحثين بأن هذه التسمية صدرت من أبناء منطقة بعلبك لجهلهم باسمها الحقيقي. وكما يرجحون المدفونة هي زينب بنت الحسين أو أم كلثوم بنت الحسين. والبعض يجد أن المزار لم يثبت ولا صحة له.

#### مسجد رأس الإمام الحسين
مسجد رأس الإمام الحسين، يقع في بعلبك، طول المسجد خمسون متراً وعرضه ثمانية وثلاثون متراً، يعتقد البعض أن رأس الحسين بن علي بن أبي طالب وضع في هذا المسجد.

#### قبر مالك الأشتر
ضريح مالك الأشتر، هو قبر يقع في بعلبك، ورجّح الباحث المعاصر الشيخ جعفر المهاجر أنّ مدفن مالك الأشتر النخعي هو في مدينة بَعْلَبَكَّ، وقد سجل البعض عدة انتقادات على هذا الرأي. وذكرت المصادر التاريخية بأن مالك الأشتر قد دفن في مصر.
يقول ياقوت الحموي في معجم البلدان عند زيارته لبعلبك: «وبها قبر يزعمون أنه قبر مالك الأشتر النخعي وليس بصحيح، فإن الأشتر مات بالقلزم في طريقه إلى مصر....». وقال الرحالة الهروي في الإشارات إلى معرفة الزيارات: «بعلبك: على باب البلد من الشمال قبر مالك الأشتر النخعى رضى الله عنه، والصحيح أنه بالمدينة.».

## البحرين
- المنامة
  - قبر الصحابي صعصعة بن صوحان.
- المالكية
  - قبر زيد بن صوحان.

## تركيا
- إسطنبول
  - قبر أبي أيوب الأنصاري.
- أضرحة ومقامات للأنبياء وغيرهم
  - مرقد نبي الله آنوش بن آدم.
  - مرقد نبي الله نوح.[119][120]
  - آصف بن برخيا.
  - اليسع وذو الكفل.
  - أصحاب الكهف.[121]

## الأردن
- محافظة الكرك
  - ضريح جعفر بن أبي طالب.
  - ضريح زيد بن حارثة.
  - ضريح عبد الله بن رواحة.

## أفغانستان
- مزار شريف
  - المسجد الأزرق.[122]

## سنغافورة
- مرقد حبيب نوح الحبشي.[123]

## مصر
- القاهرة
  - قبر ومسجد السيدة زينب.[124]
  - قبر ومسجد السيدة نفيسة.[124]
  - قبر ومسجد السيدة رقية.[125]
  - قبر ومسجد السيد عائشة.[126]
  - قبر ومسجد السيد فاطمة.[127]
  - قبر ومسجد السيدة سكينة.[128][129][130]
  - مسجد الإمام الحسين.[124][131]
  - قبر ومسجد مالك الأشتر.[124]